# オリガミの魔女と博士の四角い時間
『オリガミの魔女と博士の四角い時間』（オリガミのまじょとはかせのしかくいじかん）は、2017年から不定期でNHK Eテレで放送されているテレビドラマ・スペシャルドラマ。折り紙をテーマにしたドラマとミニコーナーで構成される。主演は滝藤賢一。

## 概要
2017年3月に全4話の特集ドラマとして放送された。
同年9月の土曜最終週から、月に一度の放送となった。スピンオフとして5分番組の「少年ノボルのオリガミ日記」、「オリガミ博士だけの四角い時間」も制作されている。
2021年2月に新作が3週連続で放送された。
2022年1月に新作6本が放送された。
最終章として、新作が2023年2月25日と3月4日に放送予定。

## 主な登場人物
折鶴博士（折鶴幸夫）
演 - 滝藤賢一
折り紙の研究者。大学の非常勤講師で、森の中のログハウスを自宅とし、訪れる人に折り紙を教えている。もじゃもじゃ頭に丸い眼鏡、白衣を着ている。
2021年版以降は「喫茶 CHOBIHIGE」店内で折り紙の研究や指南をしている。
ノボルくん
演 - 小山春朋
折鶴と関わる小太りな体型の男子小学生の少年。ナレーションも担当。飼い犬のパピエをオリガミの魔女に折り紙に変えられてしまったのをきっかけに博士と知り合う。
オリガミの魔女
演 - 尾上菊之助
折り紙でできた歌舞伎役者の女形の顔だけで、しゃべる不思議な折り紙の魔女。自分を博士が初めて折った最高傑作と自負している。イタズラが好き。
エビスさん
演 - 蛭子能収
14話まで登場。博士の家でオリガミの魔女の隣に並んでいる折り紙の恵比寿の面。余計なことを言って魔女を怒らせることが多い。14話で博士に飛びつく蛙を魔法で蛙男に変えたが、戻し方がわからず、魔女によって家の煙突から放り出された。
シモネ
演 - シモネ
11話まで登場。博士の家のテレビで流れる「オリガミの国TV」の出演者。世界の折り紙事情や折り紙の技術を生かした研究などを紹介する。
マスター
演 - 岩井ジョニ男
2021年版以降に登場。博士いきつけの古民家カフェ「喫茶 CHOBIHIGE」の店主。

## 放送日程

### 2017年
| 話数  | 放送日   | サブタイトル       | ゲスト               | 折り紙                 |
| ----- | -------- | ------------------ | -------------------- | ---------------------- |
| 第1話 | 3月12日  | オリガミになった犬 | －                   | パピヨン               |
| 第2話 | 3月19日  | 空から落ちてきた男 | 目黒祐樹、阿諏訪泰義 | 流れ星                 |
| 第3話 | 3月25日  | 永遠のばら         | 大方斐紗子           | カワサキローズ         |
| 第4話 | 3月30日  | 折り鶴の恩返し     | 入山法子             | 変形折鶴               |
| 第5話 | 9月30日  | 紙飛行機           | 吹越満               | スカイキング           |
| 第6話 | 10月28日 | くじゃく           | 大澤萌那             | 孔雀                   |
| 第7話 | 11月25日 | 雪のふる夜         | 近衛はな             | 雪の結晶               |
| 第8話 | 12月9日  | サンタとトナカイ   | 塚地武雅             | ティーバッグのトナカイ |

### 2018年
| 話数   | 放送日   | サブタイトル         | ゲスト                   | 折り紙                     |
| ------ | -------- | -------------------- | ------------------------ | -------------------------- |
| 第9話  | 1月27日  | はらぺこの青鬼       | 勝矢、田中愛梨、山下徳大 | 鬼                         |
| 第10話 | 2月24日  | 逃げ出したとかげ     | 須賀健太                 | トカゲ                     |
| 第11話 | 3月31日  | 巻貝の記憶           | さなだりく、石橋けい     | 巻き貝（裏に孔のあいた貝） |
| 第12話 | 4月28日  | 千輪桜               | 上野樹里                 | 桜                         |
| 第13話 | 5月26日  | 雨上がりの事件簿     | 浜野謙太                 | 蛙                         |
| 第14話 | 6月30日  | わけありな泥棒       | 児嶋一哉                 | ひまわり                   |
| 第15話 | 7月28日  | きもだめし           | 片桐はいり               | グランドピアノ             |
| 第16話 | 10月27日 | ペガサスを探して     | 温水洋一                 | ペガサス                   |
| 第17話 | 11月24日 | 私のいちばん好きな花 | 江上敬子                 | ダリア                     |

### 2019年
| 話数   | 放送日  | サブタイトル             | ゲスト             | 折り紙       |
| ------ | ------- | ------------------------ | ------------------ | ------------ |
| 第18話 | 1月26日 | ウズとツル               | 角田晃広           | 鳴門のうず潮 |
| 第19話 | 2月23日 | 月のうさぎ               | 中村倫也           | お月見うさぎ |
| 第20話 | 6月7日  | カンガルーよ、永遠に     | 小関裕太           | カンガルー   |
| 第21話 | 6月14日 | 濡羽色（ぬればいろ）の恋 | 伊藤沙莉           | カラス       |
| 第22話 | 6月21日 | ねずみのお引越し         | 安藤なつ、最上もが | 葉っぱの器   |
| 第23話 | 6月28日 | 仕立て屋のワンピース     | 光石研             | ワンピース   |
| 第24話 | 9月20日 | エミおばさんのにんじん   | 久本雅美           | にんじん     |
| 第25話 | 9月27日 | ニセ博士、現る           | 片桐仁             | キツネ       |

### 2021年
| 話数   | 放送日  | サブタイトル         | ゲスト               | 折り紙             |
| ------ | ------- | -------------------- | -------------------- | ------------------ |
| 第26話 | 2月7日  | ハイヒール・ブルース | 江口のりこ           | ハイヒール         |
| 第27話 | 2月14日 | 博士の欲しいもの     | 富田望生             | たぬきのはらつづみ |
| 第28話 | 2月21日 | 心のカメラ           | 飯尾和樹、東根作寿英 | Dollar Camera      |

### 2022年
| 話数   | 放送日  | サブタイトル                 | ゲスト           | 折り紙           |
| ------ | ------- | ---------------------------- | ---------------- | ---------------- |
| 第29話 | 1月3日  | 白い象の願い                 | 尾上菊之助       | ゾウ             |
| 第30話 | 1月3日  | ふしぎの牧場（まきば）の少年 | 風間俊介         | ヒツジ           |
| 第31話 | 1月15日 | くちびるに微笑みを           | 伊藤修子         | つかえるくちびる |
| 第32話 | 1月15日 | 情熱のJOMON                  | 厚切りジェイソン | 土偶             |
| 第33話 | 1月22日 | 注文の多い喫茶店             | 岩井ジョニ男     | 四角メガネ       |
| 第34話 | 1月22日 | バナナ★ショック              | 小手伸也         | むきむきバナナ   |

### 2023年
| 話数   | 放送日  | サブタイトル         | ゲスト             | 折り紙 |
| ------ | ------- | -------------------- | ------------------ | ------ |
| 第35話 | 2月25日 | 星空から カウボーイ★ | 安田章大           | 牛     |
| 第36話 | 3月4日  | 羽ばたけ!つる        | 上野樹里、柊木陽太 | つる   |

### スペシャル
| 放送日         | サブタイトル                       | ゲスト                                       | 折り紙                   |
| -------------- | ---------------------------------- | -------------------------------------------- | ------------------------ |
| 2017年12月30日 | 年末年始スペシャル                 | 尾上菊之助                                   | －                       |
| 2018年12月29日 | 年末年始スペシャル                 | 加藤諒、白石聖                               | 連鶴、七福神             |
| 2019年12月31日 | －                                 | 松尾貴史、片桐仁、ブルゾンちえみ、ブリリアン | ユニット折り紙、きつね   |
| 2021年2月23日  | ラプソディー・イン・マリッジブルー | 桜井ユキ、本多力                             | スイートテンダイヤモンド |

## 少年ノボルのオリガミ日記
| 話  | タイトル   | 放送履歴 | 放送履歴 | 放送履歴 | 放送履歴 | 放送履歴 |
| 話  | タイトル   | 年       | 月日     | 曜       | 時間     | 回数     |
| --- | ---------- | -------- | -------- | -------- | -------- | -------- |
| 1   | あやめ     | 2017年   | 08月26日 |          | 16:53-   | 1        |
| 1   | あやめ     | 2017年   | 09月15日 |          | 11:55-   | 2        |
| 1   | あやめ     | 2018年   | 02月12日 |          | 23:25-   | 3        |
| 1   | あやめ     | 2018年   | 07月14日 |          | 16:50-   | 4        |
| 2   | ことり     | 2017年   | 09月18日 |          | 10:10-   | 1        |
| 2   | ことり     | 2018年   | 02月17日 |          | 15:55-   | 2        |
| 2   | ことり     | 2018年   | 03月17日 |          | 19:35-   | 3        |
| 2   | ことり     | 2018年   | 07月15日 |          | 16:25-   | 4        |
| 3   | かえる     | 2017年   | 09月24日 |          | 16:55-   | 1        |
| 3   | かえる     | 2018年   | 02月24日 |          | 15:50-   | 2        |
| 3   | かえる     | 2018年   | 03月18日 |          | 19:25-   | 3        |
| 3   | かえる     | 2018年   | 09月24日 |          | 10:00-   | 4        |
| 4   | カブトムシ | 2017年   | 09月30日 |          | 14:55-   | 1        |
| 4   | カブトムシ | 2018年   | 02月26日 |          | 23:20-   | 2        |
| 4   | カブトムシ | 2018年   | 03月19日 |          | 20:25-   | 3        |
| 4   | カブトムシ | 2018年   | 08月10日 |          | 19:20-   | 4        |
|     | 0          | 0年      | 0月0日   |          |          | 1        |
| 0年 | 0          | 0月0日   |          |          | 2        |          |
| 0年 | 0          | 0月0日   |          |          | 3        |          |
| 0年 | 0          | 0月0日   |          |          | 4        |          |

## オリガミ博士だけの四角い時間
| 話  | タイトル                                         | 放送履歴 | 放送履歴 | 放送履歴 | 放送履歴 | 放送履歴 |
| 話  | タイトル                                         | 年       | 月日     | 曜       | 時間     | 回数     |
| --- | ------------------------------------------------ | -------- | -------- | -------- | -------- | -------- |
| 1   | 博士はいかにしてサボテンを折るようになったか？   | 2018年   | 11月09日 |          | 22:45-   | 1        |
| 1   | 博士はいかにしてサボテンを折るようになったか？   | 0年      | 0月0日   |          |          | 2        |
| 2   | 博士はいかにしてお菓子入れを折るようになったか？ | 2018年   | 12月24日 |          | 10:10-   | 1        |
| 2   | 博士はいかにしてお菓子入れを折るようになったか？ | 2019年   | 02月28日 |          | 19:50-   | 2        |
| 2   | 博士はいかにしてお菓子入れを折るようになったか？ | 2019年   | 12月21日 |          | 16:50-   | 3        |
| 3   | 博士はいかにして変身キューブを折るようになったか | 2019年   | 01月21日 |          | 23:25-   | 1        |
| 3   | 博士はいかにして変身キューブを折るようになったか | 0年      | 0月0日   |          |          | 2        |
|     | 0                                                | 0年      | 0月0日   |          |          | 1        |
| 0年 | 0                                                | 0月0日   |          |          | 2        |          |

## スタッフ
- 魔女折り顔制作 - 松尾貴史
- 制作統括 - 清水真人（NHK）、川崎直子（NHKエンタープライズ）、筒井梨絵（アックスオン）
- 脚本 - 近衛はな
- 演出 - イシバシミツユキ、イナガキマサヒロ